# Pietro Piranesi
Pietro Piranesi (Roma, 1774? – ...) è stato un editore, politico e rivoluzionario italiano.
Ultimogenito del grande incisore e architetto Giovan Battista, dalla morte di questi fu in società col fratello Francesco occupandosi dell'amministrazione della calcografia.
Acceso sostenitore della Rivoluzione francese prese parte ai moti che portarono all'instaurazione della Repubblica Romana ricoprendovi cariche civili e militari.
Caduta questa emigrò esule a Parigi col fratello Francesco; tornò a Roma nel 1802 per difendere gli interessi della famiglia dopo il saccheggio delle opere d'arte di casa Piranesi perpetrato dai Napoletani e inutilmente ostacolato dalla sorella suor Maria Agnese e dalla figlia di Laura Piranesi. Risolta la questione tornò a Parigi finché nel 1807, sciolta la società col fratello tornò a Roma.
Nel 1809, divenuta Roma dipartimento del grande impero, partecipò ai fatti che portarono all'arresto e alla deportazione di Pio VII. Assunse la carica di segretario generale della prefettura capitolina, che mantenne almeno fino all'agosto 1811, ma al ritorno della normalità, ormai compromesso, fu costretto a fuggire. Proseguì la sua attività patriottica entrando a far parte della Carboneria. Si ha notizia della sua presenza a Parigi negli anni 1830.